# Горст Бланкенбург
Горст Бланкенбург (нім. Horst Blankenburg, нар. 10 липня 1947, Гайденгайм-ан-дер-Бренц) — німецький футболіст, що грав на позиції захисника.
Виступав, зокрема, за клуби «Аякс» і «Гамбург». У складі амстердамської команди — триразовий володар Кубка європейських чемпіонів, володар Міжконтинентального кубка і Суперкубка УЄФА. У складі гамбурзької команди вигравав Кубок володарів кубків УЄФА. 

## Клубна кар'єра
У дорослому футболі дебютував 1967 року виступами за команду клубу «Нюрнберг». Того сезону команда виборола титул чемпіона ФРН, утім сам Бланкенбург в іграх Бундесліги участі не брав, використовувався тренерським штабом виключно у другорядних змаганнях.
Згодом з 1968 по 1970 рік провів по одному сезону в австрійському «Вінер Шпорт-Клубі» та в команді «Мюнхен 1860».
Своєю грою за останню команду привернув увагу Рінуса Міхелса, головного тренера амстердамського «Аякса», до складу якого приєднався 1970 року. Досить швидко став одним з основних захисників команди, яка протягом наступних трьох років незмінно вигравала Кубок європейських чемпіонів Загалом відіграв за команду з Амстердама п'ять сезонів своєї ігрової кар'єри. Крім найпрестижнішого клубного турніру Старого світу двічі вигравав титул чемпіона Нідерландів, а також ставав володарем Міжконтинентального кубка і Суперкубка УЄФА.
1975 року повернувся на батьківщину, ставши гравцем «Гамбурга». У складі цієї команди спочатку здобув Кубок ФРН 1975/76, а наступного сезону тріумфував у Кубку володарів кубків.
Згодом протягом 1977—1980 років грав у Швейцарії за «Ксамакс», в американському «Чикаго Стінг» та у складі бельгійського «Гасселта».
Завершив професійну ігрову кар'єру на батьківщині, у клубі «Пройсен Мюнстер», за команду якого виступав протягом 1980—1982 років.

## Титули і досягнення
- Чемпіон Німеччини (1):

«Нюрнберг»: 1967-1968
- Чемпіон Нідерландів (2):

«Аякс»: 1971-1972, 1972-1973
- Володар Кубка Нідерландів (2):

«Аякс»: 1970-1971, 1971-1972
- Володар Кубка Німеччини (1):

«Гамбург»: 1975-1976
- Володар Кубка європейських чемпіонів (3):

«Аякс»: 1970-1971, 1971-1972, 1972-1973
- Володар Кубка Кубків УЄФА (1):

«Гамбург»: 1976-1977
- Володар Міжконтинентального кубка (1):

«Аякс»: 1972
- Володар Суперкубка УЄФА (1):

«Аякс»: 1973